# Instalace (software)
Instalace je v informatice proces, kdy je nový operační systém, počítačový program nebo ovladač zařízení nakopírován (nainstalován) do počítače takovým způsobem, že je po jejím dokončení možné nainstalovanou komponentu používat. Tvůrci software usilují o maximální zjednodušení instalačního procesu, který obvykle zahrnuje konfiguraci (tj. nastavení) a případně i další nutné činnosti.

## Popis
Při instalaci operačního systému je ve vyhrazeném úložném prostoru (typicky pevný disk) vytvořeno příhodné prostředí (formátování disku, instalace zavaděče) a do něj je následně nakopírováno jádro operačního systému a další nutné součásti. Vše je nakonfigurováno tak, aby bylo možné operační systém snadno používat.
Programy jsou obvykle dodávány v podobě komprimovaných balíčků obsahujících sadu potřebných souborů do jediného souboru, protože se s nimi lépe manipuluje při distribuci a prodeji. Před vlastním použitím musí být balíček dekomprimován („rozbalen“), soubory umístěny na svá místa a provedeny i další potřebná nastavení (viz níže). Pro zjednodušení instalace byly vyvinuty univerzální instalační programy, jejichž činnost lze nastavit pomocí konfiguračního souboru, takže programátor nemusí instalační program měnit.
Někdy je software navržen tak, aby nepotřeboval instalaci. Stačí pouze překopírování spustitelného souboru nebo adresáře se soubory na libovolné místo v počítači. Tento postup byl často používán u starších operačních systémů MS-DOS, Atari TOS, AmigaOS, Mac OS a dalších. V současné době je tento postup běžný v systému Mac OS X a též pro některé jednodušší programy Microsoft Windows (např. PuTTY).
Některé operační systémy také nepotřebují instalaci. Mohou být spuštěny přímo z bootovacích CD, DVD (tzv. Live CD) nebo USB flash disků. Výhodou je, že takto spuštěný operační systém nijak nezasahuje do systému nainstalovaném na počítači. Příkladem může být AmigaOS 4.0, Knoppix Linux, MorphOS, Mac OS 1-9, Windows PE a další.

## Operace během instalace

### Běžné operace softwarových instalací
- kontrola prostředí, zda vyhovuje daným požadavkům
- kontrola, zda má instalátor práva nezbytná k provedení instalace
- zobrazení uživatelských dialogů k zjištění podrobností nezbytných k provedení instalace (např. volba požadované jazykové mutace)
- vytvoření adresářů
- rozbalení a umístění spustitelných souborů, knihoven a dalších souborů
- registry Windows (pouze u operačních systémů MS Windows)
- uložení informací o instalaci do databáze balíčkovacího systému (pouze u systémů s balíčkovacím systémem)
- vytvoření konfiguračních souborů (config.ini atp.)
- vytvoření symbolických nebo pevných odkazů (v MS Windows též tzv. zástupců)

### Další možné operace
- kontrola, zda instalovaný software již není nainstalován
- kontrola originality instalátoru (elektronický podpis)
- vyřešení softwarových závislostí (např. upgrade některé dynamické knihovny)
- provedení kompilace zdrojových kódů
- u „nekompletních“ instalátorů stažení dat potřebných k instalaci z internetu
- podepsání EULA a jiných smluv
- kontrola licenčních klíčů a legality instalace
- internetová registrace instalace u softwaru využívajícího služby přes internet
- otestování funkčnosti instalace

## Slangová označení typů instalací
- Tichá instalace (silent installation): Při tiché instalaci se nezobrazují žádné informační zprávy.
- Čistá instalace (clean installation): Čistou instalací označujeme první instalaci, při které jsou počáteční podmínky takové, že průběh instalace neovlivňují nepředpokládané podmínky, které by mohly způsobit kolizi (například existence souborů nebo nastavení z předešlých instalací téhož programu způsobené opakovanou instalací téhož programu, případně jiné okolnosti, které tvůrce instalačního procesu nepředpokládal). Příkladem může být nová kompletní instalace operačního systému, kdy je cílový disk (resp. diskový oddíl) nejprve naformátován a instalace tak proběhne na prázdný disk a jednotlivé operace proběhnou přesně tak, jak bylo zamýšleno (do jejího průběhu nevstupují cizí vlivy, začínáme s tzv. čistým stolem).
- Bezobslužná instalace (unattended installation): Bezobslužná instalace probíhá bez zásahu uživatele, popřípadě bez jeho vědomí.
- Samoinstalace (self installation): Samoinstalace je instalace bez dozoru, která nepotřebuje prvotní spuštění. Jedná se například o různá zařízení, připojitelná přes USB rozhraní, přímo na kterých se nachází instalační program.
- Instalace bez zobrazovací jednotky (headless installation): Instalace bez zobrazovací jednotky je prováděna bez použití monitoru nebo dokonce bez přítomnosti grafické karty, která by byla připojena do počítače, na kterém je instalace prováděna. Instalace tak může proběhnout z jiného počítače připojeného přes LAN nebo přes sériový port.
- Samoinstalace a instalace bez zobrazovací jednotky jsou běžně využívány správci počítačů.
- Plochá instalace (flat installation): Instalace programu není prováděna originálních instalačních médií (CD nebo DVD), ale z jejich kopie na pevný disk počítače, ne tedy přímo z původního média. Tento způsob instalace je výhodný v případě, že počítač není schopen provádět během instalace mnoho intenzivních I/O operací zároveň a je tedy výhodnější použít pro umístění instalačních souborů zařízení s rychlejším přístupem (pevný disk, CD, DVD, USB flash disk, ramdisk a podobně).
- Virtuální instalace (virtual installation): AmigaOS obsahuje standardizovanou instalaci nazývanou Installer od verze 2.0 z roku 1991. Průběh je řízen jazykem LISP a uživatelé mají možnost tyto řídící skripty editovat, protože jsou to běžné textové soubory. Instalace také umožňuje uživateli provést celou instalaci virtuálně a ověřit si tak její plný průběh před jejím skutečným spuštěním.

## Instalační programy
Instalační programy na CD/DVD jsou často navrženy tak, aby se instalátor spustil automaticky po vložení média do mechaniky, což zajišťuje speciální soubor umístěný do kořenového adresáře média.

### MS Windows
Současný nejpoužívanější instalátor pro Microsoft Windows je instalační balíček MSI, který je nainstalován instalátorem Windows. Mezi společnosti, které vytvářejí komponenty pro tvorbu instalátorů patří InstallShield, Macrovision's InstallAnywhere, Wise, Smart Install Maker a ScriptLogic Corporation.

### MacOS
MacOS využívá aplikace nazývanou Installer boundled. Technicky vzato se nejedná o instalátor, ale o správce balíčků.

### Linux
V systému Linux jsou instalační programy závislé na typu linuxové distribuce. V Linuxu se odděluje nástroj pro práci s balíčky (RPM Package Manager, deb (souborový formát) a další) a nadstavbových nástrojů, které kromě jiného umožňují provádět též instalaci balíčků (Yum, APT a další).

## Bootstrapper (zavaděč)
Během instalace počítačových programů je někdy třeba aktualizovat samotný instalátor nebo správce balíčků. Aby toto bylo možné, používá se technika, zvaná bootstrapping. Obyčejně se pro tuto operaci používá malý spustitelný soubor (například s názvem setup.exe), který aktualizuje instalátor a spustí skutečnou instalaci. Tento malý spustitelný soubor se nazývá bootstrapper.